# Saint-Loup, Loir-et-Cher
Saint-Loup là một xã thuộc tỉnh Loir-et-Cher miền trung nước Pháp.